# Axel Temataua
Axel Temataua (29 agosto 1980) è un calciatore francese nato a Tahiti, attaccante del Manu-Ura.

## Carriera

### Club
Ha sempre giocato nel campionato di casa.

### Nazionale
Ha collezionato 9 presenze con la maglia della propria Nazionale.